# Slåttestjärnen (Degerfors socken, Västerbotten, 714692-165582)
Slåttestjärnen är en sjö i Vindelns kommun i Västerbotten och ingår i Umeälvens huvudavrinningsområde.